# Entre-Lagos
Entre-Lagos é uma localidade moçambicana do distrito de Mecanhelas e posto administrativo de Chiúta, localizado na província de Niassa. Em 2015 tinha uma população de cerca de 40.000 habitantes.
Encontra-se na Fronteira Malawi-Moçambique, em frente da cidade de Nayuchi (no Maláui)., e é um dos postos de travessia do país com permissão para concessão de vistos de fronteira.
Nesta localidade está uma das mais importantes estações ferroviárias do país, no Caminho de Ferro de Nacala, que liga a Nayuchi, no Maláui e à cidade moçambicana de Cuamba.
O nome "Entre-Lagos" é uma referência aos lagos Lago Chilua (sul) e Lago Chiúta (norte), com a vila localizando-se entre os dois.